# Postel Nunatak
Postel Nunatak är en nunatak i Antarktis. Den ligger i Västantarktis. Argentina, Chile och Storbritannien gör anspråk på området. Toppen på Postel Nunatak är 1 450 meter över havet, eller 62 meter över den omgivande terrängen. Bredden vid basen är 3,0 km.
Terrängen runt Postel Nunatak är platt åt sydväst, men åt nordost är den kuperad. Trakten är obefolkad. Det finns inga samhällen i närheten. 